# Сорум (река)
Со́рум или Со́ром (хант. Сорәм) — река в России, протекает по территории Белоярского района Ханты-Мансийского АО. Сорум впадает в Казым на 224 км по левому берегу. Длина реки — 190 км, площадь водосборного бассейна — 5290 км².

## Притоки
- 4 км: Локхотынгвис
- 18 км: Артымъюган
- 29 км: Нюрумъёган
- 40 км: Ун-Лыпъюган
- 58 км: Вонвис
- 68 км: Ёхомъёган
- 75 км: Нёромъёган
- 110 км: Вуушъёхан
- 122 км: Сопъёхан
- 134 км: Харъёхан
- 147 км: Хулъёхан
- 167 км: Ай-Хулъёган
- 176 км: Унъёгарт

## Данные водного реестра
По данным государственного водного реестра России относится к Нижнеобскому бассейновому округу, водохозяйственный участок реки — Обь от впадения Иртыша до впадения реки Северная Сосьва, речной подбассейн реки — бассейны притока Оби от Иртыша до впадения Северной Сосьвы. Речной бассейн реки — (Нижняя) Обь от впадения Иртыша.
Код объекта в государственном водном реестре — 15020100112115300020838.